# فرگشت خداباوری
فرگشت خداباوری یا تکامل خداباوری (به انگلیسی: Theistic evolution)، فرگشت‌گرایی خداباوری، فرگشت هدایت‌شده خدا، تکامل الهی یا فرگشت الهی، دیدگاه‌هایی هستند که تعلیمات آموزه‌های دینی دربارهٔ خدا را با درک نوین علمی دربارهٔ فرگشت زیستی قابل انطباق می‌دانند. فرگشت خداباوری خود یک تئوری علمی نیست، بلکه در باب چگونگی ارتباط علم فرگشت در حالت کلی با باورهای دینی، طیف گسترده‌ای از دیدگاه‌های در تقابل با دیدگاه‌های خاص آفرینشی می‌باشد.
فرگشت خداباوری به اختصار، فرگشت‌گرایان الهی معتقدند که خدایی هست، آن خدا آفریننده جهان ماده و (نتیجتاً) همهٔ حیات در درون آن است، و فرگشت زیستی به سادگی فرایندی طبیعی در خلقت است؛ بنابراین نظر، فرگشت، به سادگی ابزاری است که خدا برای توسعه حیات بشر به کار گرفته‌است.
هواداران فرگشت الهی را می‌توان یکی از گروه‌هایی دانست که تعارض میان علم و دین را رد می‌کنند؛ یعنی، آن‌ها بر این باور هستند که نیازی به تناقض داشتن تعلیمات دینی دربارهٔ آفرینش و نظریات علمی وجود ندارد. هواداران این نظر گاهی چون داروین‌گرایان مسیحی توصیف می‌شوند.
بسیاری زیست‌شناسان فرگشتی به برخی اشکال خداباوری معتقد بوده‌اند. از جمله آلفرد راسل والاس که در مقاله مشترکی با چارلز داروین در ۱۸۵۸ از نظریه فرگشت از طریق انتخاب طبیعی پشتیبانی کرد. والاس، در سال‌های بعد، به نحوی مؤثر دادارباور بود که معتقد بود «جهان نامرئی روح»، حیات را علاوه بر هشیاری در جانوران و (به طرزی مجزا) در انسان‌ها ایجاد کرده بود.

## تعریف
فرانسیس کالینز فرگشت الهی را به این عنوان توصیف می‌کند که «فرگشت حقیقت دارد، اما این خدا است که آن را به حرکت درآورده»، و فرگشت الهی را پذیرای این مشخص می‌کند «که فرگشت همان‌طور که زیست‌شناسان توصیفش می‌کنند رخ داده‌است، اما بنا بر هدایت خدا».

## ارتباط با دیگر مواضع

### فرگشت خداباوری قرن ۱۹ میلادی
گیاه‌شناس آمریکایی آسا گری برای بیان نقطه نظر خود از عبارت فرگشت خداباوری (theistic evolution) در معنایی که در حال حاضر منسوخ است استفاده می‌کرد، که در کتاب ۱۸۷۶ میلادی خود با نام جستارها و نقدهایی در رابطه با داروینیسم مشهود است. وی استدلال می‌کرد که خدا جهش‌های مفید را برای هدایت‌کردن فرگشت تدارک می‌بیند.

### فرگشت خداباوری در اسلام
متفکرانی مانند یدالله سحابی (در کتاب قرآن و خلقت انسان)، محمود طالقانی (در کتاب پرتوی از قرآن)، و علی شریعتی از باورمندان به نظریه عدم تضاد فرگشت (تکامل) با توحید هستند. در جهان اسلام، محمد اقبال لاهوری نیز از معتقدان به نظریه تکامل موحدانه است. در تاریخ اسلام جریانهایی مانند جنبش عقل‌گرای اخوان الصفاء چنین اعتقادی داشتند.
مرتضی مطهری، نه تنها نظریه تکامل را ضدالهی نمی‌داند بلکه معتقد است که با اصل تکامل بهتر می‌توان دخالت قوه ای مدبر و هاوی را در وجود موجودات زنده و هدف‌مداری جهان اثبات کرد. مطهری داستان خلقت بشر در قرآن را زبان سمبلیک می‌داند و مصباح یزدی به فرض صحت این نظریه خلقت انسان را معجزه می‌داند و می‌گوید هدف قرآن هدایت است نه علمی. علامه طباطبائی بر تدریجی بودن خلقت تأکید دارد اما انواع زیستی را مجزا می‌داند. علی مشکینی (در کتاب تکامل در قرآن) معتقد است زبان قرآن با علوم هماهنگ است و نظریه تطور انواع با توحید ناسازگار نیست. احمدالحسن رهبر جمعیت مذهبی انصار المهدی در آثار خود مطالب مبسوطی در تأیید فرگشت دارد.